# Villaespasa
Villaespasa est une commune d'Espagne dans la communauté autonome de Castille-et-León, province de Burgos. Elle s'étend sur 19,494 km2 et comptait environ 18 habitants en 2011.